# 러시아-튀르크 전쟁 (1768년~1774년)
러시아-튀르크 전쟁 (1768년~1774년)은 러시아 제국과 오스만 제국 사이의 분쟁으로, 드네프르강과 남부크강 사이에 위치한 예디잔 지역과 크림반도, 그리고 카바르디아 일대가 이 전쟁 이후 러시아 제국의 영향권에 들어가게 되었다. 러시아 제국은 전투에서 승리를 거두었으나, 그들이 예상했던 것보다 획득한 영토는 상당히 적었다. 이러한 이유는 러시아의 헤게모니보다는 유럽 내부의 정치적 구조가 변동했기 때문이었다. 러시아 제국은 오스만 제국을 충분히 약화시킬 수 있었고, 유럽은 이 때 당시 7년 전쟁이 끝난 상황이었으며, 유럽 내에서 주도권을 쥐고 있던 프랑스 왕국의 쇠퇴 덕분에 러시아 제국은 오스만 제국과 전쟁을 벌일 수 있었다. 이 전쟁 덕분에 러시아 제국은 영토를 확장하는 데 성공했지만, 당시 분권화되고 있던 폴란드에서는 영향력을 행사할 수 없었다. 이 전쟁 이후 오스만 제국에서는 동방 문제가 제기되기 시작했다. 1768년 9월 25일, 전쟁은 오스만 제국이 바르 동맹의 회원국들과 조약을 맺은 이후 러시아 제국에 선전포고하면서 시작되었다.

## 같이 보기
- 러시아-튀르크 전쟁
- 그리스 계획